# Дочь полка
«Дочь полка» (фр. La Fille du régiment; итал. La figlia del reggimento) — комическая опера (в двух действиях) итальянского композитора Гаэтано Доницетти. Французское либретто написано Жюлем-Анри Вернуа де Сен-Жоржем и Жаном-Франсуа Байяром. Премьеру осуществила 11 февраля 1840 года труппа Опера-комик, дававшая в то время свои представления в парижском театре Биржи.
Либретто рассказывает историю девушки Мари, воспитанной солдатами французского полка, и её перемещений между социальными слоями. Произведение органично соединяет военную тематику с романтикой и юмором. Музыка отличается лёгкостью, яркими мелодиями и использованием маршевых ритмов. Ария Ah! mes amis, quel jour de fête! славится тем, что требует исполнения тенором не менее восьми высоких «до» (причём певцы с амбициями стараются взять и больше — вплоть до восемнадцати). 

## Действующие лица
| Мари, маркитантка              | сопрано          |
| Сюльпис, сержант               | бас              |
| Тонио, молодой тиролец         | тенор            |
| Маркиза ди Беркенфилд          | контральто       |
| Гортензио, управляющий маркизы | баритон          |
| Капрал                         | бас              |
| Герцогиня Краквиторп           | сопрано          |
| Герцог Краквиторп              | разговорная роль |
| Нотариус                       | разговорная роль |
| Солдаты, крестьяне, слуги      |                  |

## Либретто
Действие происходит в Тироле в 1805 году.

### Действие первое. В тирольских горах

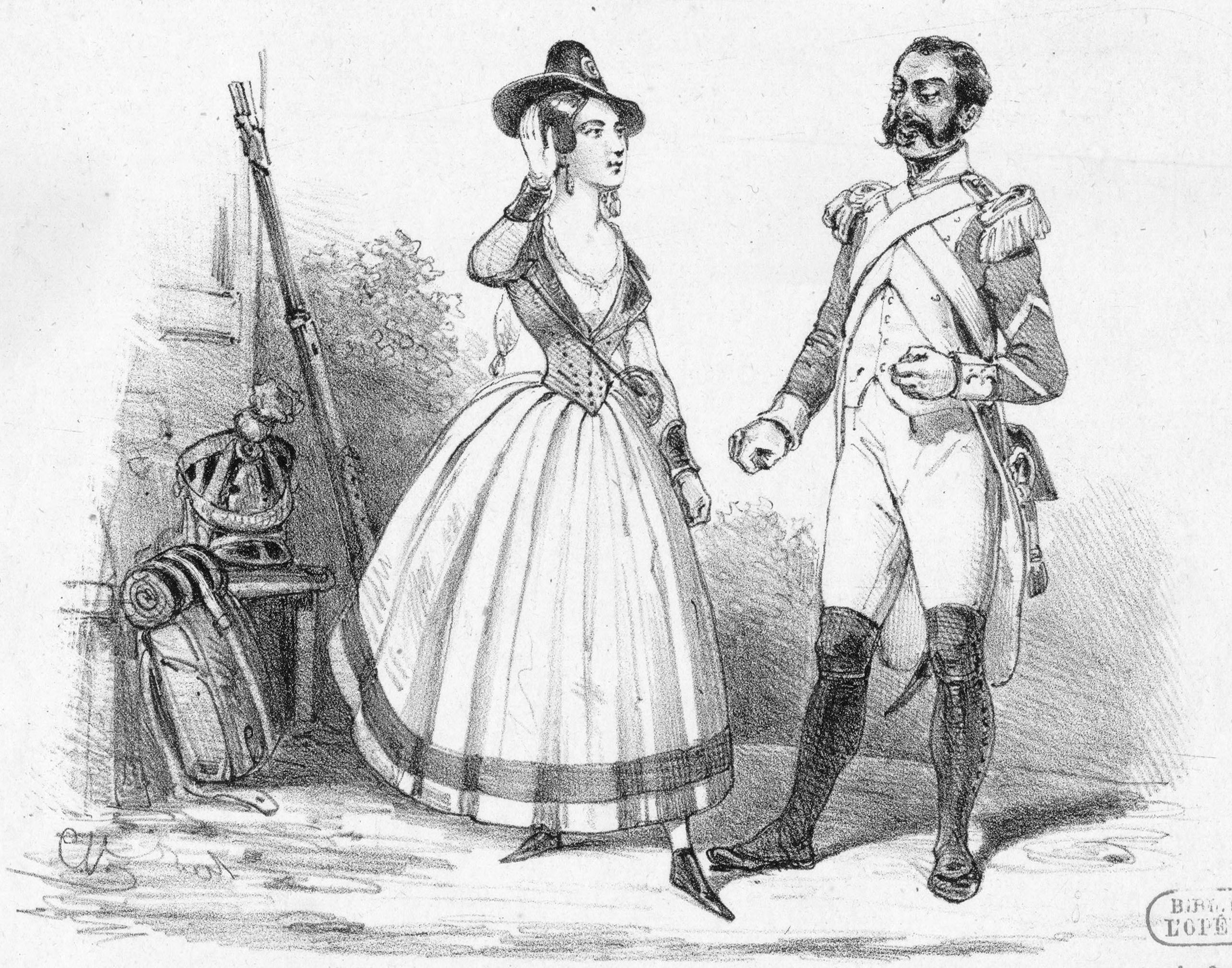
Исполнители ролей Мари и Сюльписа в премьерной постановке 1840 года

Маркиза ди Беркенфилд вместе со своим управляющим Гортензио убегает от войск наполеоновской армии. Они в отчаянии: стремившись укрыться от войны, угодили в самое пекло. Внезапно шум и паника стихают. Приближается сержант второго гренадерского полка Сюльпис. Он успокаивает маркизу: враг разбит и отброшен далеко назад. Издалека доносится веселое пение. Это приближается маркитантка Мари. Сюльпис расспрашивает девушку, чем она озабочена. Мари рассказывает, что влюбилась в молодого тирольца, который спас ей жизнь: если бы не он, она бы упала в горах в пропасть. Сюльпис недоволен. Восемнадцать лет назад Мари была младенцем найдена на поле боя. С тех пор она стала дочерью полка — любимицей гренадеров — каждый заменил ей отца. Давно было решено, что, когда Мари вырастет, она выйдет замуж только за гренадера. Появляется солдатский патруль. Он задержал подозрительного человека, который бродил вокруг. Если это вражеский шпион, он должен быть расстрелян. Но Мари узнает в незнакомце своего спасителя Тонио и требует немедленно освободить тирольца. Мари объясняет Тонио, что дала обещание выйти замуж за гренадера. Тонио это не смущает — чтобы завоевать руку любимой, он вступит в полк и станет гренадером. Маркиза просит Сюльписа дать ей солдат, чтобы проводить до замка Беркенфилд. Название замка кажется Сюльпису знакомым — именно оно упоминалось в записке, найденной вместе с Мари восемнадцать лет назад. Сюльпис показывает маркизе записку, которую всегда носит с собой. Маркиза потрясена: Мари её внебрачная дочь, пропавшая в горах восемнадцать лет назад. Вместе с Гортензио они решают выдать Мари за племянницу маркизы. Маркиза требует, чтобы полк возвратил ей давно пропавшую без вести родственницу. Сюльпис вынужден согласиться. Мари обнимает свою найденную тетушку. В это время Тонио находит капрала и просит записать его в полк гренадеров. Капрал охотно вербует нового гренадера. Следует ария Тонио «Ах, что за праздничный день, друзья мои!» (Ah! mes amis, quel jour de fête!) Возвращаются Сюльпис с Мари. Мари рассказывает Тонио о том, что она нашла богатую и знатную родственницу и покидает полк. Увидятся они теперь или нет — неизвестно, но девушка будет любить только его. Тонио, несмотря на разлуку с Мари, остается в полку и решает заслужить воинскую славу.

### Действие второе. В замке Беркенфилд
Прошёл год. Вышедший в отставку Сюльпис приехал проведать Мари. Его встречает маркиза. Она хочет привлечь старика на свою сторону для осуществления планов замужества Мари. Маркиза открывает Сюльпису правду — Мари её внебрачная дочь, и единственная возможность для неё получить дворянство и войти в высший свет — это выйти замуж за знатного человека. Такого жениха маркиза нашла: это герцог Краквиторп. Сегодня он приедет с матерью, и должно состояться подписание брачного контракта. Маркиза просит Сюльписа уговорить Мари согласиться. Появляется Мари. Под внешним покровом благовоспитанной барышни скрывается все та же простая девушка — дочь полка. Мари прерывает пение чувствительного романса, чтобы исполнить военный марш. Сюльпис уговаривает её не думать больше о Тонио и выйти замуж за герцога. Оставшись одна, Мари горько размышляет о своей судьбе, обретя дом и имя, она должна забыть о своих друзьях и любимом человеке. Внезапно с улицы доносится пение солдат. Это гренадерский полк приближается к замку. Мари в восторге приветствует своих старых друзей. Вбегает Тонио. Он радостно здоровается с Мари и Сюльписом. За год он достиг большого успеха — стал офицером и теперь командует гренадерским полком. Маркиза категорически отказывает Тонио в руке Мари. Гортензио объявляет о приезде герцога и герцогини Краквиторп, с ними прибыл и нотариус. Начинается оглашение брачного контракта. Тонио, решаясь на крайнюю меру, объявляет герцогу и герцогине, что невеста была в прошлом полковой маркитанткой. Знать с возмущением покидает замок. Маркиза вынуждена согласиться на брак Мари с Тонио. Мари счастлива. Дочь полка, став женой офицера, возвращается в родную часть.

## Признание и успех
В продолжение XIX века «Дочь полка» обошла все оперные сцены мира (часто с основательными переделками либретто), став одной из популярнейших комических опер. Пятисотое представление в Опера-комик состоялось в 1871 году, а тысячное — в 1908. В Российской империи впервые поставлена итальянскими артистами в Одессе в 1842 году. У. Ш. Гилберт в 1867 году представил в Ливерпуле пародию под названием «Маркитантка». Кинофильмы по мотивам либретто были сняты в 1929, 1933, 1944, 1953 и 1962 годах. 
В 1847 году текст оперы был переведён на итальянский язык Каллисто Басси, а либретто (особенно разговорная часть) было существенно переделано в соответствии со вкусами местной публики. Несмотря на адаптацию, в Италии опера не имела успеха вплоть до 1928 года, когда роль Мари стала исполнять Тоти даль Монте. 

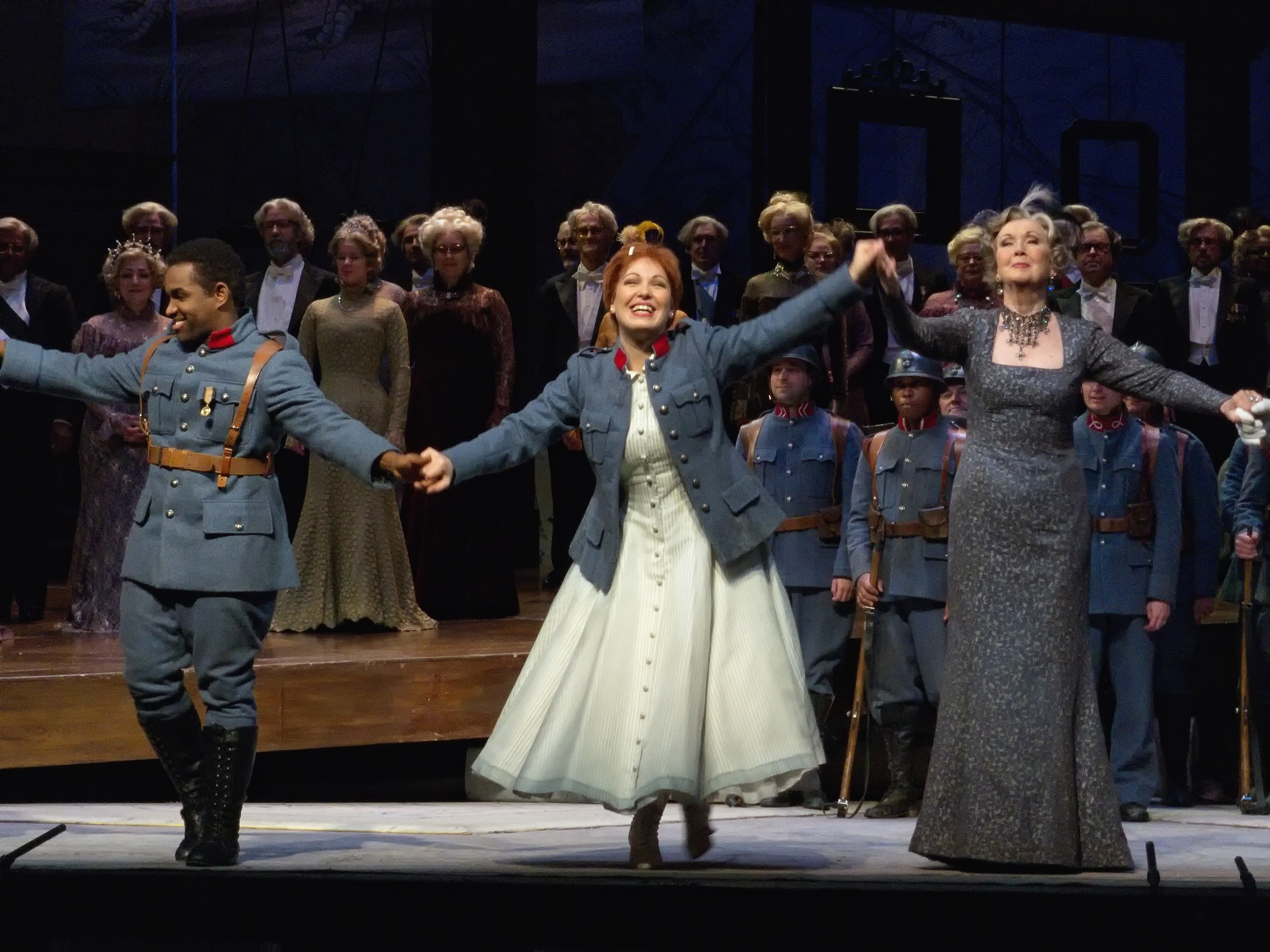
«Дочь полка» на сцене Метрополитен-оперы (2011): Лоуренс Браунли, Нино Мачаидзе и Энн Мюррей

В послевоенные десятилетия наибольший успех в «Дочери полка» сопутствовал Лучано Паваротти и Джоан Сазерленд. В феврале 2007 года исполнение перуанцем Флоресом арии Тонио привело публику «Ла Скала» в такой экстаз, что она забыла о введённом 75 лет назад запрете на «бис» и добилась от него повторного исполнения арии.

## Дискография
- Доницетти. Дочь полка (ит.). А. Моффо, И. Гардино, Дж. Кампора, Дж. Фьораванти. Дирижёр Франко Маннино / Милан RAI 11.12.1960 / GALA
- Доницетти. Дочь полка (фр.). Дж. Сазерленд, Л. Паваротти, М. Синклер, С. Малас. Дирижёр Р. Бонинг / DECCA 1968
- Доницетти. Дочь полка (ит.). М. Френи, Л. Паваротти, А. ди Стазио, М. Г. Аллегри, В. Ганцаролли, В. Монакези. Дирижёр Н. Сандзоньо / Ла Скала 11.2.1969 Live / MELODRAM
- Доницетти. Дочь полка (фр.). Н. Дессе, Ж. Бийль, М. Кабалье, Х. Д. Флорес, К. Альварес. Дирижёр И. Абель / Вена 1.4.2007

## Видеография
- Доницетти. Дочь полка (фр.). Э. Груберова, Х. Бегг, Д. ван дер Вельт, М. Пиккони. Дирижёр Р. Бонинг, режиссёр Джанкарло дель Монако (постановка Цюрихской оперы) / Барселона Liceu, декабрь 1993 (TV)
- Доницетти. Дочь полка (фр.). М. Девиа, Э. Подлещ, П. О. Келли, Б. Пратико, Н. Ривенк, А. Браманте, Э. Гавацци. Дирижёр Д .Ренцетти, сцена и костюмы — Ф. Дзеффирелли, мизансцены — Ф. Кривелли / Ла Скала, июнь 1996 / TDK
- Доницетти. Дочь полка (фр.). Н. Дессе, Ф. Палмер, Х. Д. Флорес, А. Корбелли. Дирижёр Б. Кампанелла / Ковент Гарден, январь 2007 (TV)